# Flotte du Ponant
Pour les articles homonymes, voir Flotte (homonymie) et Ponant.
La flotte du Ponant désigne sous l'Ancien Régime l'ensemble des navires de la Marine royale française destinés aux opérations navales (suprématie navale, protection des convois, lutte contre la piraterie) dans la Manche, l'Atlantique et en Amérique (principalement aux Indes occidentales et en Nouvelle-France). Elle est l'alter ego de la flotte du Levant, basée en Méditerranée.

## Arsenaux
La flotte du Ponant est créée par le cardinal de Richelieu. Elle a alors trois bases principales : Le Havre, Brest et Brouage.
Sous Louis XIV, Brest s'affirme comme l'arsenal principal, soutenu par ceux de Rochefort et de Lorient.
Sous Louis XVI s'y ajoute Cherbourg dont les infrastructures sont à peine commencées quand débute la Révolution française.

## Navires amiraux
Le navire amiral est toujours la plus puissante unité présente à Brest, soit :
- le Vendôme, lancé en 1655,
- le Soleil Royal, lancé en 1669, navire amiral à Béveziers, saute en 1692 après Barfleur ;
- le Soleil Royal, lancé en 1692, sabordé à Toulon en 1707, démoli en 1714 ;
- le Foudroyant, lancé en 1724, démoli en 1743 ;
- le Soleil Royal, lancé en 1749, brûlé après les Cardinaux en 1759 ;
- le Royal Louis, lancé en 1759, démoli en 1772 ;
- la Bretagne, lancé en 1766, navire amiral à Ouessant, renommé le Révolutionnaire, il est démoli en 1796 ;
- les États de Bourgogne, lancé en 1790, renommé la Montagne, le Peuple puis l’Océan, navire amiral lors des batailles navales de Prairial, de Groix, de l'Saint-Domingue et de la bataille de l'île d'Aix, démoli en 1859.

## Vice-amiraux
- Aymar de Chaste (mort en 1603), chevalier de l'ordre de Saint-Jean de Jérusalem, vice-amiral des Mers du Ponant[réf. à confirmer][1]

Le commandement des deux flottes (Ponant et Levant) est confié le 12 novembre 1669 à deux vice-amiraux. Les vice-amiraux du Ponant sont :
- Jean, comte d'Estrées, de 1669 (il a 45 ans) jusqu'à sa mort en 1707 ;
- Victor Marie, duc d'Estrées (son fils), de 1707 (à 46 ans) jusqu'à 1737 ;
- Antoine François de Pardaillan de Gondrin, marquis d'Antin (le neveu par alliance du précédent), de 1737 (à 28 ans) jusqu'à 1741 ;
- François de Bricqueville, comte de La Luzerne, de 1741 (à 79 ans) jusqu'à 1746 ;
- Claude-Élisée de Court de La Bruyère, de 1750 (à 84 ans) jusqu'à 1752 ;
- François-Cornil Bart, fils de Jean Bart, de 1752 (à 75 ans) jusqu'à 1755 ;
- Charles-Félix de Poilvilain, comte de Cresnay, de 1755 (à 62 ans) jusqu'à 1756 ;
- Jean-Baptiste Mac Nemara, d'origine irlandaise, en 1756 (à 66 ans) ; il meurt le lendemain de sa nomination ;
- Hubert de Conflans, comte de Brienne, de 1756 (à 66 ans) jusqu'à 1777 ;
- Joseph de Bauffremont, prince de Listenois, de 1777 (à 63 ans) jusqu'à 1781 ;
- Paul-Hippolyte de Beauvilliers, marquis de La Ferté-Saint-Aignan, de 1781 (à 69 ans) jusqu'à 1788 ;
- Pierre-Antoine de Raymondis, bailli d'Éoux, de 1788 (à 82 ans) jusqu'à 1792.

Si Estrées commande effectivement la flotte lors des batailles du règne de Louis XIV, ses successeurs sont trop âgés pour ne servir en mer. Le commandement effectif des escadres est confié pendant la majeure partie du XVIIIe siècle aux lieutenants généraux des armées navales.

## Administration de la marine

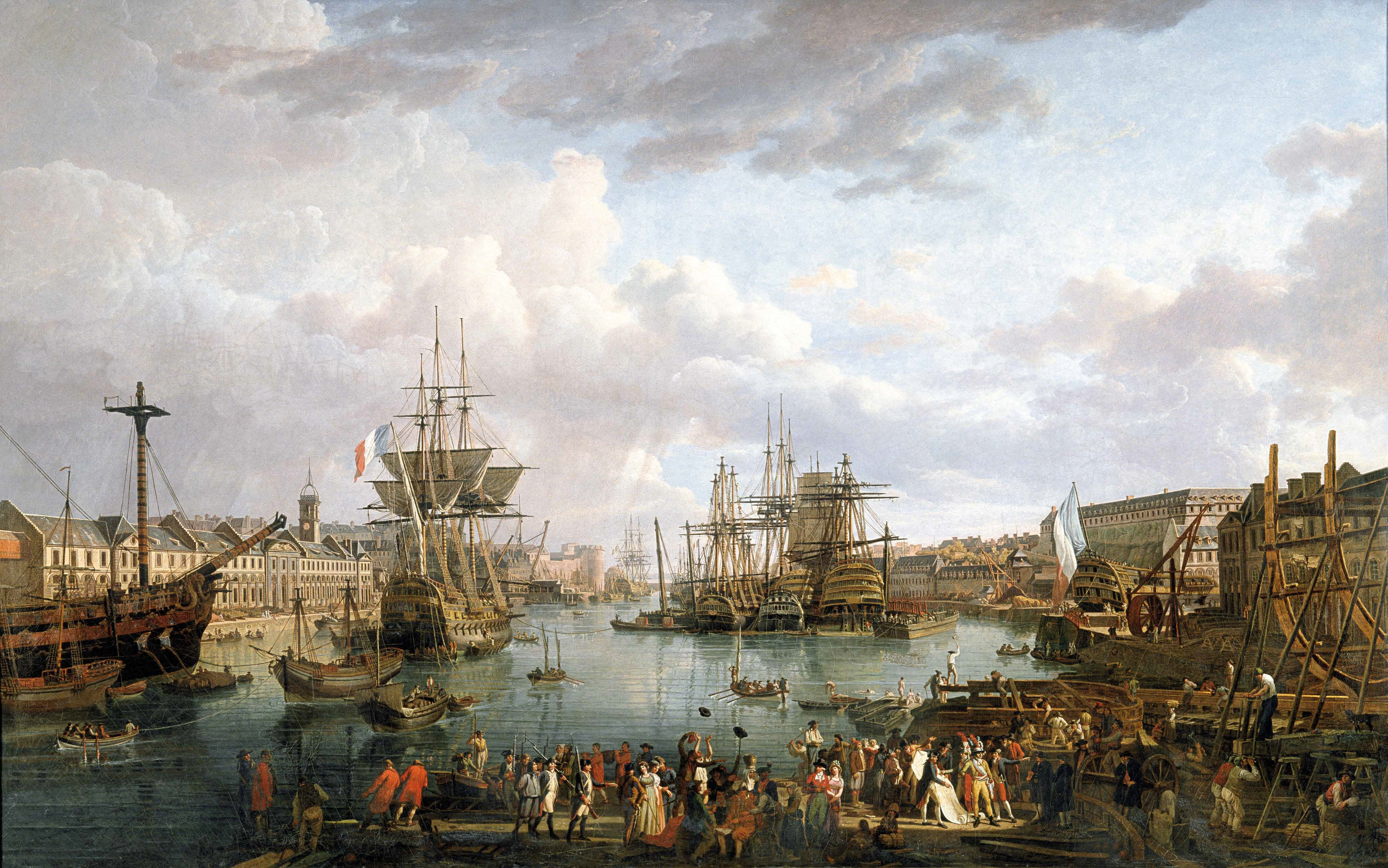
Vue générale de Brest en 1793, pendant la Révolution française.

La marine apparaît dans les attributions des secrétaires d’État en 1626, l’année même où Richelieu est nommé grand maître de la navigation. Les deux flottes sont réunies en 1642, puis dissociées à nouveau en 1661. Les deux marines sont attribuées à Colbert dès 1662, alors qu'il est intendant des finances et ministre d’État, puis secrétaire d’État en 1669. Il y a ensuite un secrétaire d’État chargé de la marine jusqu’à la Révolution française.
Le secrétaire d'État à la Marine est responsable administratif des marines militaire (la marine royale) et civile (la marine marchande) françaises. Il a dans son département, outre les flottes de guerre et de commerce, les ports et les arsenaux, les consulats, les colonies et la tutelle des compagnies de commerce.
Aux deux bureaux d’origine, bureau du Ponant et bureau du Levant, s’ajoutent progressivement d’autres services :
- dépôt des archives, 1669 ;
- bureau des consulats du Ponant, 1709 ;
- bureau des colonies, 1710 ;
- bureau des classes, 1711 ;
- dépôt des cartes et plans, 1720 ;
- bureau des consulats du Levant, 1738, qui fusionne en 1743 avec le bureau des consulats du Ponant sous le nom de bureau du commerce et des consulats.

Ces différents bureaux et dépôts sont regroupés en quatre grandes directions par le maréchal de Castries en 1786.
À la Révolution, la flotte du Ponant est rebaptisée « escadre de l'Atlantique » puis « flotte de l'Océan ».